# Sarah Lezito
Sarah Vignot, dite Sarah Lezito, née le 29 octobre 1992 à Épernay, est une pilote de moto spécialisée dans le stunt et cascadeuse pour le cinéma. De par le fait qu'elle soit à la première place parmi les femmes présentes aux classements des compétitions auxquelles elle a participé, voire la seule présente, elle est souvent considérée comme étant « championne du monde de stunt ».

## Biographie

### Jeunesse
En 2005, à l'âge de 13 ans, Sarah Vignot, surnommée Lezito par sa sœur et fille de producteurs de Champagne, commence à faire des acrobaties en quad avant de passer sur moto avec une Yamaha 125 DT à 16 ans. En parallèle de son BTS œnologie, elle commence à poster des vidéos de ses sessions de stunt sur Internet.

### Carrière

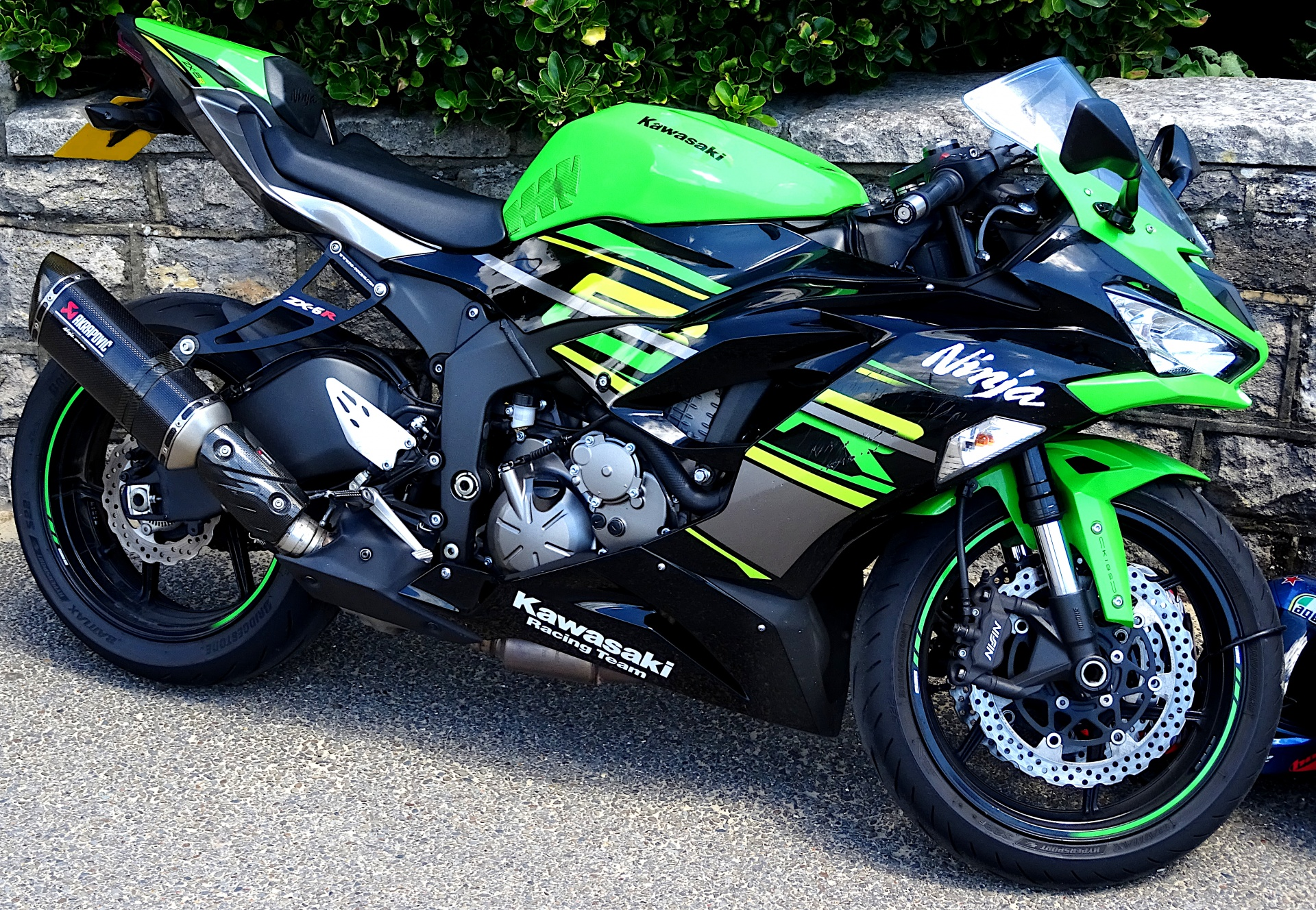
Une Kawasaki ZX-6R semblable à celle de Sarah Lezito.

En 2011, à 19 ans, elle achète une Honda CB 500 pour les besoins d'une compétition en France, les Stunt Games, où elle arrive première de sa catégorie,.
En 2012, elle est contactée par le coordinateur cascades de Fast and Furious 6, pour lequel elle avait posté un clip de casting sur Internet, mais la candidature n'aboutit pas à la suite d'un changement de scénario.
En 2013, elle se fait remarquer en étant la première femme à participer au Stunt GP en Pologne, aux côtés des meilleurs stunteurs du monde. Elle termine cependant à l'avant-dernière place. La même année, elle passe sur une Kawasaki ZX-6R.
En 2014, elle est rappelée par le même coordinateur pour doubler Scarlett Johansson dans Avengers : L'Ère d'Ultron sur une Harley-Davidson électrique, la LiveWire. Elle travaille deux mois sur le tournage qui se déroule à Séoul, en Corée du Sud.
En 2015, elle est doublure dans le film américain Inferno, aux côtés de Omar Sy et Tom Hanks. Elle réalise plusieurs scènes avec une BMW RT1200 de gendarmerie dans les rues de Florence.
En 2016, elle s'entraîne avec le nouveau modèle de ZX-6R.
En 2017, BMW Motorrad la contacte pour exécuter des performances sur une BMW S1000R préparée pour la discipline.
En 2018, Elle tourne dans le vidéo-clip Alright, de la chanteuse Jain qui selon elle « illustre des femmes pleines de talent hors des clichés qu'on leur colle depuis des années ». L'été de la même année, elle se hisse à la neuvième place des Czech Stunt Days en République Tchèque, étant de ce fait la première femme du classement de la compétition. Elle double également Claire Foy dans Millénium : Ce qui ne me tue pas. Pour une des cascades, elle doit plonger d'un quai avec une Ducati Monster, en Suède.
En 2019, elle double de nouveau Scarlett Johansson dans le film Black Widow, avec une CCM, au cœur de Budapest.
En 2020, elle double Zoe Kravitz pour son rôle de Catwoman dans le film The Batman. Le tournage se déroule en hiver à Glasgow.
En 2021, elle double Leslie Grace dans le film Batgirl. Pour des raisons budgétaires, le film ne verra pas le jour.
En 2023, elle double Melissa McBride sur le tournage de The Walking Dead. Cette même année, elle participe au tournage du film The Killer, avec Omar Sy et Nathalie Emmanuel. Elle fait une chute lors du dernier jour de tournage, dont elle s'en tire avec un léger traumatisme crânien.
En 2024, elle offre une démonstration de stunt au Grand prix de France MotoGP sur le circuit Bugatti du Mans et aux 8H de Spa Motos, à Spa Francorchamps.
En parallèle, elle continue à poster des vidéos de stunt, notamment des tutoriels sur la discipline, et est très active sur les réseaux sociaux. En 2022, ses comptes YouTube, Facebook et Instagram cumulaient 4 millions d'abonnés.

## Filmographie
Sauf indication contraire, les informations mentionnées dans cette section peuvent être confirmées par la base de données cinématographiques IMDb,  présente dans la section « Liens externes ».

### Films
- 2013 : Avengers : L'Ère d'Ultron : doublure de Scarlett Johansson (Black Widow)[2] sur une Harley-Davidson LiveWire.
- 2016 : Inferno[3] : doublure d'une gendarme sur une BMW R1200RT[19].
- 2018 : Millenium : Ce qui ne me tue pas : doublure de Claire Foy (Lisbeth Salander).
- 2019 : Black Widow : doublure de Scarlett Johansson (Black Widow) sur une CCM.
- 2020 : The Batman : doublure de Zoe Kravitz (Selina Kyle / Catwoman).
- 2022 : Batgirl, doublure de Leslie Grace (Barbara Gordon) ; film annulé.
- 2022 : Rose.
- 2023 : Murder Mystery 2.
- 2023 : The Walking Dead : doublure de Melissa McBride (Carol).
- 2024 : The Killer.

### Séries
- 2021 : Validé (saison 2, épisode 1).
- 2021 : Prière d'enquêter (saison 1, épisode 2).

### Clips Musicaux
- 2018 : Alright de Jain[10].